# Ross Martin (Skilangläufer)
Ross Martin (* 16. Mai 1943 in Bega; † 2. Juli 2011 in Sydney) war ein australischer Skilangläufer.

## Werdegang
Martin startete als erst vierter australischer Skilangläufer bei Olympischen Winterspielen. Bei den Spielen 1968 in Grenoble landete er im Einzelrennen über 15 km auf dem 60. Platz. Auch über 30 km belegte er diesen Rang.
Martin gewann sieben Titel bei Australischen Meisterschaften und war fünfmal Meister von New South Wales. Für die Olympischen Winterspiele 1972 in Sapporo wurde er vom Australischen Skiverband nominiert, fand aber bei der Auswahl des Australischen Olympischen Komitee keine Berücksichtigung.
Nach seinem Karriereende übernahm er in den 1970er Jahren das 1951 von seinem Vater gegründete Bildungsunternehmen Dominie.
2011 starb Martin bei einem Fahrrad-Unfall während eines Ausflugs mit dem Hunter Valley Veterans’ Club.

## Privates
Martin war der Neffe des Skilangläufers Bruce Haslingden und heiratete die Eisschnellläuferin Toy Dorgan. Ihr gemeinsamer Sohn Boyd Martin startete bei den Olympischen Sommerspielen 2012 in London im Reiten.